# Where (SQL)
Een WHERE-opdracht in SQL wordt gebruikt om een voorwaardelijke conditie op te geven. Hiermee kan het resultaat worden beïnvloed via de opgegeven criteria. Een WHERE is optioneel binnen een SQL-statement, en kan worden gebruikt om het aantal resultaten te beperken. Een WHERE-opdracht wordt gebruikt als conditie binnen een SELECT, UPDATE of DELETE-opdracht.

## Voorbeelden
Om prijzen te tonen in de tabel 'verkoop' met een waarde groter dan 100, gebruikt men:
```
 
SELECT
 
*
 
FROM
 
verkoop

 
WHERE
 
prijs
 
>
 
100

```

Regels verwijderen met inhoud NULL of waar prijs gelijk is aan 100:
```
 
DELETE
 
FROM
 
verkoop

 
WHERE
 
prijs
 
IS
 
NULL
 
OR
 
prijs
 
=
 
100

```